# Panhard 24

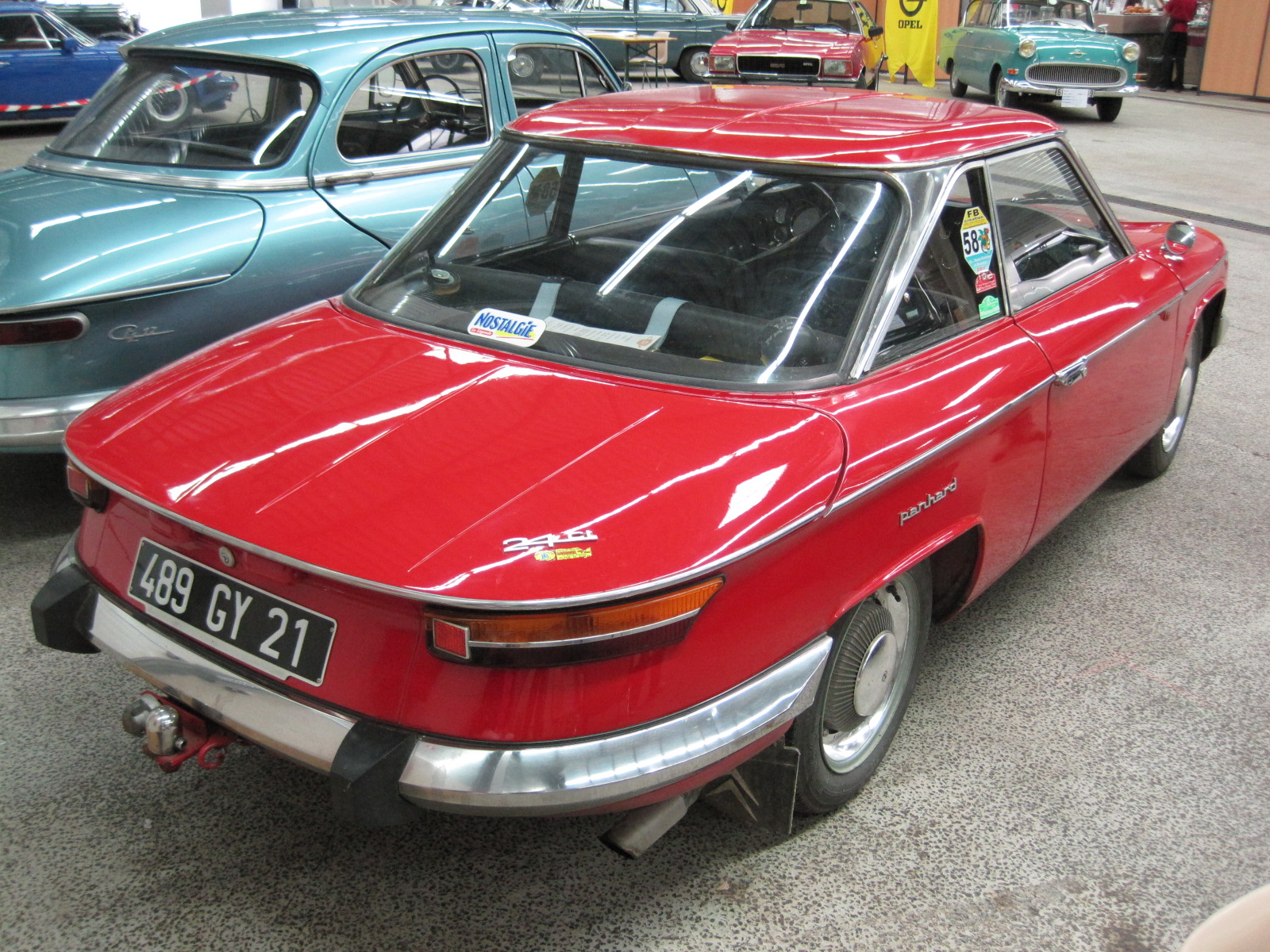
Panhard 24 CT (1964)

Der Panhard 24 ist ein Pkw von Panhard & Levassor. Es war die letzte zivile Modellreihe, die unter dem Markennamen Panhard hergestellt wurde.

## Präsentation 1963
Am 24. Juni 1963 wurde der Panhard 24 in einer Gartenanlage in der Nähe von Montlhéry offiziell der Presse präsentiert. Inmitten der außergewöhnlichen Umgebung mit Rosen und antik wirkenden Statuen wurde auf einer Plattform in einem Teich ein Fahrzeug in den auffallenden Farben Hellgrau (Dach) und Quetsche (Corpus) ausgestellt, wobei Quetsche („Zwetschge“) ein dunkelvioletter Farbton war. Die endgültige sportliche Form überraschte die Anwesenden. Kurz zuvor war noch in der Autozeitschrift L’Auto-Journal eine Zeichnung veröffentlicht worden, die das Design vorwegnehmen sollte. Auch der hier gezeigte Wagen wäre revolutionär für Panhard gewesen, da er sich mit seiner Trapezform doch deutlich vom rundlichen Panhard PL 17 (ab da nur noch als 17B/BT) absetzte. Der sportliche 24 tat dies daher umso mehr. Die Form des Fahrzeugs stammte von Louis Bionier, dem Haus-Designer, der 1921 bei Panhard & Levassor eingetreten war und seitdem viele Projekte federführend begleitet hatte. Damals war für viele überraschend, dass eine Persönlichkeit mit so langer Historie im Automobilbau ein derart jugendliches Fahrzeug gestaltete. Sein letztes Werk wurde die Citroën Dyane. Trotz der aufwendigen Vorstellung und der schönen Karosserie blieb der Fachpresse (und somit den Kunden) allerdings Schwächen des Antriebs nicht verborgen. Jedoch bot der Preis einen Ausgleich. Auf dem französischen Markt mit 11.100 FF eingeführt, lag der 24 CT unwesentlich über der Renault Caravelle.

## Technik
Der luftgekühlte Zweizylinder-Boxermotor mit 848 cm³ Hubraum hatte Sackzylinder, wie alle Panhard-Motoren der Nachkriegszeit. Die Zylinderköpfe waren somit nicht abnehmbar. Das verhindert Undichtigkeiten, weil es keine Zylinderkopfdichtung gab. Insgesamt galt das Antriebskonzept als veraltet. Der Kraftstoffverbrauch von knapp über 6 l/100 km war zwar vergleichsweise gering. Auch die Höchstleistung war ausreichend (für einen Zweizylindermotor sogar außergewöhnlich groß), jedoch fehlte es an Kraft im unteren und mittleren Drehzahlbereich. Zudem war das Getriebe im Laufe der Jahre nicht weiterentwickelt worden, für Höchstleistungen bis 60 PS war es nicht ausgelegt. Diese Probleme waren auch der Familie Panhard bekannt. Für einen neuentwickelten Antrieb fehlten aber schon zu diesem Zeitpunkt die finanziellen Möglichkeiten.
Die Karosserie war selbsttragend, allerdings waren Antrieb und Hinterachse jeweils auf Hilfsrahmen angeordnet. Zahlreiche Außenbleche waren nicht wie üblich verschweißt, sondern verschraubt. Zu den Kuriositäten des Fahrwerks zählten zwei Querblattfedern vorn sowie Scheibenbremsen mit zwei Bremssätteln pro Rad.
Eine weitere Kuriosität die Elektrik betreffend war der Verzicht auf Sicherungen. Stattdessen gab es einen Hauptschalter an der Lenksäule, der die Batterie von der übrigen Elektrik trennte. Das wirkte als guter Diebstahlsschutz, da viele unbefugte Benutzer in Unkenntnis dieser Besonderheit das Fahrzeug nicht in Gang setzen konnten. Allerdings hatte der Wagen kein Lenkradschloss, außerdem war der Verzicht auf die Absicherung der einzelnen Stromkreise mittels Sicherungen technisch fragwürdig. Die serienmäßige Innenausstattung war umfangreich: Es gab eine zentrale Heizungs- und Lüftungssteuerung mit Heizkanälen für die Heckscheibe, die durch die Türen verliefen. Die Sitze waren außer bei den Modellen B und BA dreistufig höhenverstellbar. Für Parkbeleuchtung und Lichthupe existierten separate Schalter. Das beleuchtete Handschuhfach und die Sonnenblende des Beifahrers mit Leselampe bedeuteten zu dieser Zeit einen echten Luxus. In den Türen befanden sich sogar Ausstiegsleuchten. Zu den Instrumenten gehörten in den Modellen BT und CT Tageskilometerzähler, Drehzahlmesser, Tankanzeige, Ampèremeter, Zeituhr und Innenthermometer. Teilweise wurde eine umklappbare und verschließbare Rücksitzlehne eingebaut. Die hinter Glas gesetzten Doppelscheinwerfer ähneln denen der späteren D-Modelle des Anteilseigners an Panhard, Citroën.

## Modelle
Präsentiert wurde das neue Auto in zwei Varianten. Einerseits gab es den 24 C, als Sportlimousine mit vier Plätzen bezeichnet, anderseits wurde der 24 CT angeboten, der ein Coupé mit 2+2 Plätzen sein sollte. Allerdings war diese Einteilung nur eine marketingorientierte Verschleierung der Unterscheidung zwischen dem preiswerten und dem besser ausgestatteten Fahrzeug. Hinsichtlich des Raumangebots und der Abmessungen unterschieden sich die Modellvarianten überhaupt nicht. Dagegen war der C mit dem einfacheren Motor ausgestattet, der 50 PS/SAE leistete. Außerdem gab es ein stark vereinfachtes Armaturenbrett, bei dem die Instrumenteneinheit aus dem Typ 17 übernommen worden war. Der CT hatte den stärkeren Motor, bei Panhard traditionell als „Tigre“ bezeichnet, hier in der Version Tigre 8 S. Er leistete 10 PS/SAE mehr, was in der Endgeschwindigkeit 10 km/h mehr bedeutete. Außerdem hatte er Rundanzeigen, die an den Panhard CD erinnerten. Neben Tachometer und Drehzahlmesser gab es eine Uhr, eine Benzinstandsanzeige, ein Ampèremeter und ein Innenraumthermometer.

### Der Stern (L’Étoile)
Im März 1964 kam es zu den ersten Modifikationen. Der Gangwahlhebel, bisher durch eine halbkreisförmige Ausformung gekennzeichnet, wurde komplett begradigt. Der Handschuhfachdeckel erhielt einen Griff und war nun leichter zu öffnen. Des Weiteren waren die in den Türarmlehnen angebrachten Leuchten, die beim Öffnen der Türen den nachfolgenden Verkehr warnen sollten, in Chrom gefasst. Äußerlich sind diese Modelle durch einen Stern (Étoile) zu erkennen, der das Signet Panhards auf dem rechten hinteren Kotflügel begleitete. Diese Fahrzeuge waren lange Zeit auf dem Gebrauchtwagenmarkt sehr gesucht und sind es unter Panhardisten bis heute geblieben. Zum Modelljahr 1965 entfiel der Stern.

### Neuaufstellung der Modellreihe

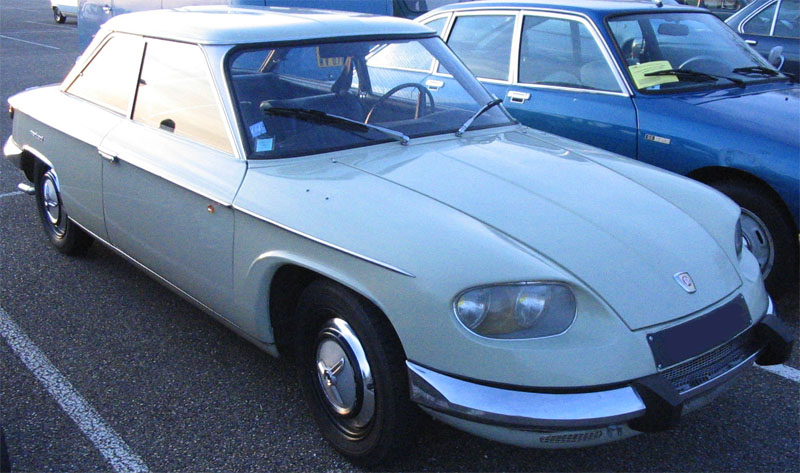
Panhard 24 BT

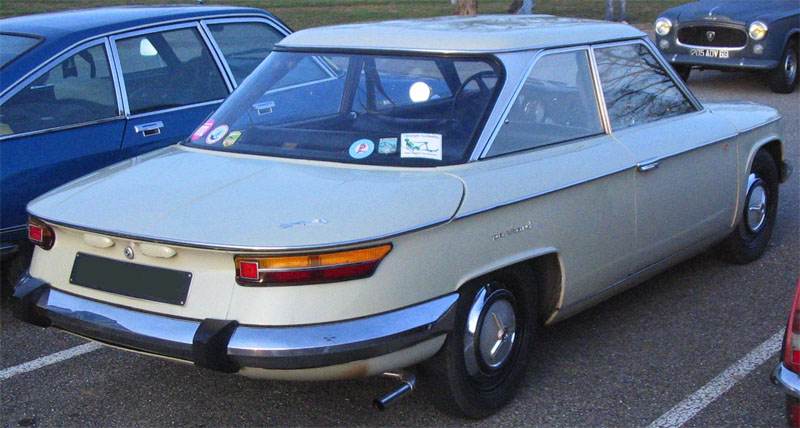
Panhard 24 BT

Die Verkaufszahlen des 24 blieben hinter den Erwartungen zurück. Insbesondere der C enttäuschte. Folgerichtig wurde er im Oktober 1964 anlässlich des Pariser Autosalons aus dem Programm gestrichen. Parallel dazu bekam der CT einen stärkeren Motor, den Tigre 10 S. Damit erreichte der Wagen eine Höchstgeschwindigkeit von 160 km/h. Um der gesteigerten Leistung gerecht zu werden, wurden die bisher eingesetzten und etwas schwachen Trommelbremsen durch Scheibenbremsen ersetzt.
Der fehlende wirtschaftliche Erfolg traf das Unternehmen umso mehr, als inzwischen auch der 17 nicht mehr zur Verfügung stand, um Auslastung und Gewinn zu garantieren. Daher wurde die strategische Entscheidung getroffen, die Programmpalette des 24 um eine Limousine zu erweitern. Erneut zeichnete Bionier für die Gestaltung des Viertürers verantwortlich, der aber nicht über die Entwicklungsphase hinauskam. Die Verwirklichung wurde letztlich durch Citroën blockiert. Der ehemalige Mitbewerber war Teilhaber geworden und vertrieb die Panhard-Modelle über sein weitaus größeres Händlernetz. Basis für diese Vorgehensweise war, dass die beiden Marken nicht unmittelbar konkurrierten. Intern wurde am Projekt F gearbeitet, das sich stark am Renault 16 orientierte. Aus diesem Grund empfahlen die Verantwortlichen des Quai de Javel der Inhaberfamilie Panhard, weitere Schritte in diese Richtung zu unterlassen. 1966 wurde das Projekt F kurz vor der Aufnahme der Produktion verworfen.
Die Familie fügte sich, bediente sich aber einer Notlösung. Auf dem schon genannten Pariser Salon wurde der 24 als B und BT vorgestellt. Der Buchstabe „B“ stand dabei für Berline, die französische Bezeichnung für Limousine. Die Karosserie der Fahrzeuge war um 25 cm verlängert, was der Beinfreiheit der Mitfahrer auf der Rückbank zugutekam. Äußerlich war die Limousine vom Coupé durch die verlängerten Heckfenster zu unterscheiden. Der B übernahm vom C dessen Motor sowie die Trommelbremsen und das Armaturenbrett. Der BT wartete mit der Instrumentierung und den Scheibenbremsen des CT auf, auch hatte er einen Tigre-Motor, allerdings nur den 8 S.
Kritiker warfen dem B und BT vor, durch die verlängerte Karosserie die Harmonie der Ursprungsform nachhaltig zu verwässern. Dennoch wurden diese Fahrzeuge zu den beliebtesten in der Käufergunst.

### Sparmodell BA
Zwar waren die B-Modelle erfolgreich, aber sie entwickelten sich nicht positiv genug. Daher forderte die Verkaufsmannschaft ein Sparmodell zum Angriffspreis. Die Unternehmensführung kam diesem Wunsch nach und präsentierte im Oktober 1965 den 24 BA.
Die Ausstattung dieses Autos war bis auf ein Minimum reduziert. Eine Armaturentafel nur mit einem runden Tachometer und ohne Handschuhfachabdeckung wurde mit billig gepolsterten und in keiner Weise verstellbaren Sitzen kombiniert. Der einfache Türöffnungsmechanismus wurde vom eingestellten 17 übernommen. Die Heckklappe wurde nicht von Federzügen offen gehalten, sondern von Stäben, wie sie bei Motorhauben damals üblich waren. Diese und noch viele andere vergleichbare Details versprühten einen eigenartigen Charme, den die Kunden trotz des günstigen Preises mit Nichtachtung straften. Schlimmer noch: Das für seine technisch innovativen und für ihre Klasse luxuriös ausgestatteten Autos bekannte Unternehmen nahm in seinem Image ernsthaften Schaden.

## Das doppelte Ende
Am 23. April 1965 hatte Citroën die absolute Mehrheit bei Panhard übernommen. Seit dieser Zeit wurden die 24 mit der Bezeichnung Citroën-Panhard auf dem Typenschild ausgeliefert. Die Inhaberfamilie hatte sich zu diesem Schritt entschlossen, da sie glaubte, so ihren Markennamen retten zu können und unter anderem in die dringend notwendige Entwicklung eines neuen Motors investieren zu können. Sie hatten sich jedoch getäuscht. Immer stärker wurden die Fertigungskapazitäten zur Produktion der „Kastenente“ Citroën Fourgonnette umgebaut. Zudem wurden alle weitergehenden Entwicklungen am 24 gestoppt. So verschwanden die Pläne für ein formschönes Cabrio und einen Kombi nicht nur in der Schublade, sondern vielmehr im Papierkorb.
Vor diesem Hintergrund war für Insider das offizielle Produktionsende am 20. Juli 1967 nicht überraschend. Anders als bei vielen anderen Fahrzeugen, bei denen das letzte gebaute Modell vom Fließband weg ins Museum rollt, wurde es hier regulär ausgeliefert. Es ging in der Ausstattungsvariante BT an einen Verkaufsberater von Pernod, in den Unternehmensfarben Blau-Gelb gehalten und mit großem Markenschriftzug auf beiden Heckkotflügeln.
So wurde die Geschichte des 24 nach 28.945 Wagen sowie gleichzeitig die zivile Produktion Panhards beendet. Damit endete auch ein Kapitel der damals 73-jährigen Geschichte des ältesten Automobilherstellers Frankreichs. Heute stellt das Unternehmen nur noch Wehrtechnik her.
In der Entwicklungsabteilung von Citroën entstanden auch einige Varianten für die Weiterentwicklung des Modells 24. So wurde aus zwei Panhard-Motoren ein Vierzylinder-Boxermotor mit mehr als 90 PS (66 kW) Leistung entwickelt. Im 24 kam er jedoch nicht zum Einsatz, sondern wurde Panhard & Levassor für den Einbau in Panzerfahrzeugen überlassen. Außerdem nutzte Citroën bis in die 1970er-Jahre einige 24er-Karosserien, um Technik-Prototypen zu testen.

## Modellname
Nach Auffassung des Dynamic Club Panhard, einem der bedeutendsten Markenvereine Frankreichs, der einen engen Kontakt mit dem ehemaligen Junior-Chef des Unternehmens Jean Panhard (1913–2014) unterhielt, hat die 24 keine besondere Bedeutung. Allerdings räumt man die Möglichkeit ein, es habe bei der Namensfindung eine Inspiration durch die ununterbrochene und teilweise erfolgreiche Teilnahme des Unternehmens mit verschiedenen Fahrzeugen an den 24 Stunden von Le Mans zwischen 1950 und 1962 gegeben.

## Technische Daten
| Modell                | 24 C          | 24 CT         | 24 B          | 24 BT         | 24 BA         |
| --------------------- | ------------- | ------------- | ------------- | ------------- | ------------- |
| Bauzeit               | 1963–1964     | 1963–1964     | 1964–1967     | 1964–1967     | 1965–1967     |
| Länge                 | 4260 mm       | 4260 mm       | 4490 mm       | 4490 mm       | 4490 mm       |
| Breite                | 1620 mm       | 1620 mm       | 1630 mm       | 1630 mm       | 1630 mm       |
| Höhe                  | 1220 mm       | 1220 mm       | 1240 mm       | 1240 mm       | 1240 mm       |
| Radstand              | 2300 mm       | 2300 mm       | 2550 mm       | 2550 mm       | 2550 mm       |
| Leergewicht           | 830 kg        | 830 kg        | 840 kg        | 840 kg        | 835 kg        |
| Motor                 | M 8           | M 8S/M 10S    | M 8           | M 8S          | M 8           |
| Hubraum               | 848 cm³       | 848 cm³       | 848 cm³       | 848 cm³       | 848 cm³       |
| Leistung              | 50 PS (37 kW) | 60 PS (44 kW) | 50 PS (37 kW) | 60 PS (44 kW) | 50 PS (37 kW) |
| bei Drehzahl          | 5250/min      | 5750–5800/min | 5250/min      | 5750/min      | 5250/min      |
| Höchstgeschwindigkeit | 140 km/h      | 150–160 km/h  | 140 km/h      | 150 km/h      | 135 km/h      |
| Vergaser (Zenith)     | 36 WIN        | 38 NDIX       | 36 WIN        | 38 NDIX       | 36 WIN        |
| Produktionszahl       | 1623          | 14473         | 2037          | 10651         | 161           |